# ووپی پای
ووپی پای (انگلیسی: Whoopie pie) یک محصول پخته آمریکایی است که ممکن است به عنوان کلوچه، پای، ساندویچ یا کیک در نظر گرفته شود. از دو تکه تپه ای شکل معمولاً کیک شکلاتی یا گاهی کدو حلوایی، نان زنجبیلی یا کیک‌های طعم دار دیگر، با پر کردن شیرین، خامه ای یا یخ‌چینه که بین آن‌ها ساندویچ می‌شود، درست می‌شود.